# Station Moustier
Station Moustier is een spoorwegstation langs spoorlijn 130 (Namen - Charleroi) in Moustier, een deelgemeente van Jemeppe-sur-Sambre. Men kan er kosteloos parkeren en er is een gratis fietsstalling.
Sinds 28 juni 2013 zijn de loketten van dit station gesloten en is het een stopplaats geworden. Voor de aankoop van allerlei vervoerbewijzen kan men bij voorkeur terecht aan de biljettenautomaat die ter beschikking staat, of via andere verkoopskanalen.

## Treindienst
| Serie       | Treinsoort               | Route                                          | Bijzonderheden                                            |
| ----------- | ------------------------ | ---------------------------------------------- | --------------------------------------------------------- |
| S 61        | S-trein Charleroi (NMBS) | Waver – Charleroi-Centraal – Moustier – Jambes | Rijdt in de week 2×/u tussen Jambes - Charleroi-Centraal. |
| P 7780/8780 | Piekuurtrein (NMBS)      | Charleroi-Centraal – Moustier – Namen – Jambes | Rijdt alleen op werkdagen. Een trein tot Jambes.          |

## Reizigerstellingen
De grafiek en tabel geven het gemiddeld aantal instappende reizigers weer op een week-, zater- en zondag.
| Tabel: aantal instappende reizigers station Moustier | Tabel: aantal instappende reizigers station Moustier | Tabel: aantal instappende reizigers station Moustier | Tabel: aantal instappende reizigers station Moustier |
|                                                      | Weekdag                                              | Zaterdag                                             | Zondag                                               |
| ---------------------------------------------------- | ---------------------------------------------------- | ---------------------------------------------------- | ---------------------------------------------------- |
| 1977                                                 | 622                                                  | 193                                                  | 140                                                  |
| 1978                                                 | 559                                                  | 186                                                  | 140                                                  |
| 1979                                                 | 573                                                  | 233                                                  | 135                                                  |
| 1980                                                 | 591                                                  | 171                                                  | 137                                                  |
| 1981                                                 | 609                                                  | 195                                                  | 139                                                  |
| 1982                                                 | 605                                                  | 206                                                  | 110                                                  |
| 1983                                                 | 539                                                  | 223                                                  | 106                                                  |
| 1984                                                 | 553                                                  | 149                                                  | 98                                                   |
| 1985                                                 | 521                                                  | 114                                                  | 137                                                  |
| 1986                                                 | 719                                                  | 109                                                  | 72                                                   |
| 1987                                                 | 534                                                  | 82                                                   | 73                                                   |
| 1988                                                 | 514                                                  | 106                                                  | 69                                                   |
| 1989                                                 | 505                                                  | 97                                                   | 87                                                   |
| 1990                                                 | 540                                                  | 135                                                  | 79                                                   |
| 1991                                                 | 508                                                  | 106                                                  | 72                                                   |
| 1992                                                 | 426                                                  | 99                                                   | 67                                                   |
| 1993                                                 | 341                                                  | 83                                                   | 69                                                   |
| 1994                                                 | 357                                                  | 95                                                   | 47                                                   |
| 1995                                                 | 302                                                  | 77                                                   | 37                                                   |
| 1996                                                 | 333                                                  | 96                                                   | 30                                                   |
| 1997                                                 | 341                                                  | 73                                                   | 54                                                   |
| 1998                                                 | 306                                                  | 80                                                   | 44                                                   |
| 1999                                                 | 286                                                  | 58                                                   | 30                                                   |
| 2000                                                 | 263                                                  | 68                                                   | 43                                                   |
| 2001                                                 | 252                                                  | 54                                                   | 21                                                   |
| 2002                                                 | 232                                                  | 58                                                   | 35                                                   |
| 2003                                                 | 209                                                  | 48                                                   | 37                                                   |
| 2004                                                 | 236                                                  | 64                                                   | 42                                                   |
| 2005                                                 | 275                                                  | 63                                                   | 48                                                   |
| 2006                                                 | 255                                                  | 47                                                   | 31                                                   |
| 2007                                                 | 252                                                  | 67                                                   | 52                                                   |
| 2008                                                 | -                                                    | -                                                    | -                                                    |
| 2009                                                 | 287                                                  | 54                                                   | 43                                                   |
| 2010                                                 | -                                                    | -                                                    | -                                                    |
| 2011                                                 | -                                                    | -                                                    | -                                                    |
| 2012                                                 | 235                                                  | 51                                                   | 48                                                   |
| 2013                                                 | 249                                                  | 47                                                   | 37                                                   |
| 2014                                                 | 243                                                  | 28                                                   | 27                                                   |
| 2015                                                 | 168                                                  | 43                                                   | 31                                                   |
| 2016                                                 | 198                                                  | 48                                                   | 40                                                   |
| 2017                                                 | 180                                                  | 38                                                   | 32                                                   |
| 2018                                                 | 239                                                  | 56                                                   | 44                                                   |
| 2019                                                 | 183                                                  | 48                                                   | 36                                                   |
| 2020                                                 | 160                                                  | 65                                                   | 53                                                   |
| 2021                                                 | -                                                    | -                                                    | -                                                    |
| 2022                                                 | 242                                                  | 80                                                   | 69                                                   |
| 2023                                                 | 278                                                  | 91                                                   | 71                                                   |
| 2024                                                 | 314                                                  | 104                                                  | 89                                                   |

0,0: Namen ·
3,2: Ronet ·
4,8: Flawinne ·
8,6: Floreffe ·
10,9: Franière ·
13,5: Mornimont ·
14,4: Moustier ·
16,2: Ham-sur-Sambre ·
16,7: Jemeppe-sur-Sambre ·
19,3: Auvelais ·
21,4: Tamines ·
23,7: Aiseau ·
25,5: Tergnée ·
26,4: Farciennes ·
27,5: Le Campinaire ·
28,6: Pont-de-Loup ·
29,8: Châtelet ·
32,6: Couillet-Montignies ·
33,9: Couillet ·
36,6: Charleroi-Central